# Vitessidia
Vitessidia is een geslacht van vlinders van de familie snuitmotten (Pyralidae), uit de onderfamilie Pyralinae.

## Soorten
- V. diaphana Rothschild & Jordan, 1905
- V. geometrina Munroe & Shaffer, 1980